# A solas con Chayanne
A solas con Chayanne es el nombre del segundo álbum en vivo del cantante puertorriqueño Chayanne. Fue lanzado al mercado por Sony Music Latin el 7 de febrero de 2012. Fue grabado durante un concierto en el Auditorio Nacional en la ciudad de México D.F., México como parte de su gira No hay imposibles.
Al igual que su álbum anterior en vivo, Vivo (2008), el álbum fue lanzado en formato CD y DVD. También es el primer Blu-ray Disc lanzado por Chayanne. A solo tres días de su lanzamiento alcanzó a ser disco de oro en Venezuela. 
Contiene una versión reinterpretado en vivo de Amorcito corazón, originalmente popularizado por el cantante mexicano Pedro Infante y fue lanzado como sencillo para la promoción del álbum.

## Lista de canciones

### Versión CD
| N.º | Título                                                           | Duración |  |
| 1.  | «Provócame» (de Provócame, 1992)                                 | 5:35     |  |
| 2.  | «Lola» (de Mi tiempo, 2007)                                      | 4:09     |  |
| 3.  | «Un siglo sin ti» (de Sincero, 2003)                             | 6:41     |  |
| 4.  | «Si no estás» (de No hay imposibles, 2010)                       | 4:36     |  |
| 5.  | «Caprichosa» (de Sincero, 2003)                                  | 3:19     |  |
| 6.  | «Tu boca» (de No hay imposibles, 2010)                           | 3:58     |  |
| 7.  | «Baila, baila» (de Volver a nacer, 1996)                         | 3:58     |  |
| 8.  | «Dejaría todo» (de Atado a tu amor, 1998)                        | 5:19     |  |
| 9.  | «Salomé» (de Atado a tu amor, 1998)                              | 4:35     |  |
| 10. | «Besos en la boca (bejiar na boca)» (de No hay imposibles, 2010) | 5:15     |  |
| 11. | «Tiempo de vals» (de Tiempo de vals, 1990)                       | 4:50     |  |
| 12. | «Me enamoré de ti» (de No hay imposibles, 2010)                  | 4:55     |  |
| 13. | «Torero» (de Grandes éxitos, 2002)                               | 6:19     |  |
| 14. | «Amorcito corazón» (canción versionada de Pedro Infante)         | 2:54     |  |

### Versión DVD y Blu-ray Disc
| N.º | Título | Duración |  |
| 1.  | «Provócame» (de Provócame, 1992)                                                                                       | 5:35     |  |
| 2.  | «Lola» (de Mi tiempo, 2007)                                                                                            | 4:09     |  |
| 3.  | «Un siglo sin ti» (de Sincero, 2003)                                                                                   | 6:41     |  |
| 4.  | «Si no estás» (de No hay imposibles, 2010)                                                                             | 4:36     |  |
| 5.  | «Caprichosa» (de Sincero, 2003)                                                                                        | 3:19     |  |
| 6.  | «Y tú te vas» (de Grandes éxitos, 2002)                                                                                | 5:00     |  |
| 7.  | «Tu boca» (de No hay imposibles, 2010)                                                                                 | 3:58     |  |
| 8.  | «Atado a tu amor» (de Atado a tu amor, 1998)                                                                           | 4:53     |  |
| 9.  | «Tu pirata soy yo/Completamente enamorados» (popurrí, de Chayanne II, 1988 y de Tiempo de vals, 1990, respectivamente) | 4:51     |  |
| 10. | «Baila, baila» (de Volver a nacer, 1996)                                                                               | 3:58     |  |
| 11. | «Si nos quedara poco tiempo» (de Mi tiempo, 2007)                                                                      | 8:01     |  |
| 12. | «Dejaría todo» (de Atado a tu amor, 1998)                                                                              | 5:19     |  |
| 13. | «Salomé» (de Atado a tu amor, 1998)                                                                                    | 4:35     |  |
| 14. | «Besos en la boca (bejiar na boca)» (de No hay imposibles, 2010)                                                       | 5:15     |  |
| 15. | «Tiempo de vals» (de Tiempo de vals, 1990)                                                                             | 4:50     |  |
| 16. | «Me enamoré de ti» (de No hay imposibles, 2010)                                                                        | 4:55     |  |
| 17. | «Torero» (de Grandes éxitos, 2002)                                                                                     | 6:19     |  |

- Datos: Q4659644